# Aaadonta fuscozonata
Aaadonta fuscozonata е вид охлюв от семейство Endodontidae. Видът е застрашен от изчезване.

## Разпространение
Разпространен е в Палау.